# 深津瑠美
深津 瑠美（ふかつ るみ、1986年6月24日 - ）は、神奈川県出身の元フリーアナウンサー。元キャスト・プラス所属。夫はロサンゼルス・エンゼルスの投手の菊池雄星。

## 経歴・人物
NHK東京児童合唱団の42期生。フェリス女学院大学在学時は、雑誌Rayの読者モデルをしていて、ミス東京ウォーカー読者モデルコンテストでは、グランプリを受賞している。また、2008年度フェリストロンゲストにもなっている。
大学卒業後の2009年4月、岡山放送（OHK）に入社した。入社間もない2009年7月より、岡山・香川地区地上デジタル放送推進大使の2代目OHK代表を務めた。
入社翌年の2010年、OHKのHP内の本人ブログで1月29日をもっての退職を報告した。
以降フリーアナウンサーとしての活動を始める。2010年4月から2011年9月まではTBSニュースバードのキャスターを務めた。
2014年3月31日から2017年3月21日までNHK BS1にて『ワールドスポーツMLB』の月曜～金曜のキャスター、ならびに『ワールドスポーツSOCCER』（2015年以降、MLBがシーズンオフの11月から翌年3月まで。毎週月曜・火曜）のキャスターを務めた。
2016年6月24日、埼玉西武ライオンズ所属（当時）の投手・菊池雄星と結婚。
2017年3月17日のブログで、所属事務所との契約終了とフリーアナウンサーの引退を表明。
2019年7月、第一子である男児を出産。

## 主な出演番組

### 岡山放送退社後
- TBSニュースバード 2010年4月 - 2011年9月
- 2010世界バレーハイライト（BS-TBS）
- 2011年バレーボール・ワールドグランプリハイライト（BS-TBS）
- U LA LA ナナパチ（東京メトロポリタンテレビジョン［TOKYO MX］） 2011年10月 - 2012年3月
- INsideOUT（BS11） 月曜日担当キャスター、2012年4月 - 2014年3月
- 高嶋ひでたけのあさラジ!（ニッポン放送）水・木曜日アシスタント、正式レギュラーとしては2013年1月 - 3月
- ワールドスポーツMLB（NHK BS1）月～金曜日担当キャスター、2014年3月31日 - 2015年11月3日、 2016年4月4日 - 11月4日
- ワールドスポーツSOCCER（NHK BS1）月・火曜日担当キャスター、2015年11月9日 - 2016年3月28日、 2016年11月7日 - 2017年3月21日<br/>
- ワースポ×MLB（NHK BS1）2023年7月28日（金）1日限りの中継リポート　菊池雄星所属のトロント・ブルージェイズ本拠地『新・ロジャーズセンター』のリポート、実子のレオくん(4)も出演

### 岡山放送在籍時
- OHKフラッシュニュース / ニュースJAPAN（ローカルパート）（随時）
- OHKスーパーニュース（不定期にリポーターとして取材）
- 温★時間（随時）

## 雑誌
- たまごクラブ（2019年7月号 - 2019年6月15日、ベネッセコーポレーション） - 表紙・インタビュー[2]。

## 逸話
2024年1２月、自身のインスタグラムにて「フェリス時代にANAのグランドスタッフのアルバイトをしていたことがある」と明かした。